# Németek
A németek többségükben Közép-Európa területén élő, német nyelven beszélő, többnyire germán eredetű nép. Számuk 75 000 000 és 160 000 000 közé tehető. Ez az óriási bizonytalanság létszámukat illetően abból adódik, hogy sokaknak a német az anyanyelve, ennek ellenére mégsem vallják magukat németnek (például az osztrákok és a svájciak), valamint hogy rengeteg magát németnek valló személy nem beszéli a német nyelvet. A magukat németnek vallók becsült száma 75 millió körüli, míg a német anyanyelvű személyek kb. 100 millióan lehetnek.
A német nép meghatározását nehezíti, hogy (európai viszonylatban a franciákhoz hasonlóan) nagyon későn, a német egységre való törekvés idején kezdődött meg a kialakulása a korábban önálló germán nyelvű népcsoportokból (bajorok, szászok, svábok, rajnai németek, északnémetek, frízek, poroszok, osztrákok, svájci németek, …). Emellett a nagyfokú autonómia következtében mostanáig sem jött létre olyan szintű egységes nemzettudat, mint például az olaszoknál az olasz egység nyomán. Ezt bonyolítják a németek által használt nyelvváltozatok között megfigyelhető számottevő regionális nyelvi különbségek is, valamint a 20. században bekövetkezett események.

## A német nép nevének eredete
A germán szó a kelta eredetű, a rómaiak közvetítésével terjedt el, valószínű jelentése lármázók. Ezzel szemben a magyarok által is használt német szó némát jelent, a szlávoktól lett átvéve. Feltehetően annyira idegen volt számukra a beszédük, hogy némának gondolták, vagy gúnyolták őket.  A  deutsch elnevezés csak a 9. században vált ismertté: az ónémet thiod szó népet jelent. Valószínűleg a magyar tót szó is innen ered, mivel a honfoglalók ezzel a szóval illették az idegeneket.
Míg a germán népek egyes nyelvei és dialektusai nak saját neve volt – "Fränkisch", "Gotisch" stb., a régi német diutisc szó volt a világnyugati német nyelvjárások nyelvjárásainak általános kifejezése, mert az egyiknek saját neve volt – "Fränkisch", "Gotisch", "Gotisch" stb., a régi német nagynémet szó, a diutisc volt a világelső kifejezés, mivel az egyiknek megvan a saját neve más nyelvekkel való közös ellentétben áll.